# Babice (Zlín)
Babice é uma comuna checa localizada na região de Zlín, distrito de Uherské Hradiště.